# گرنت اوییشن

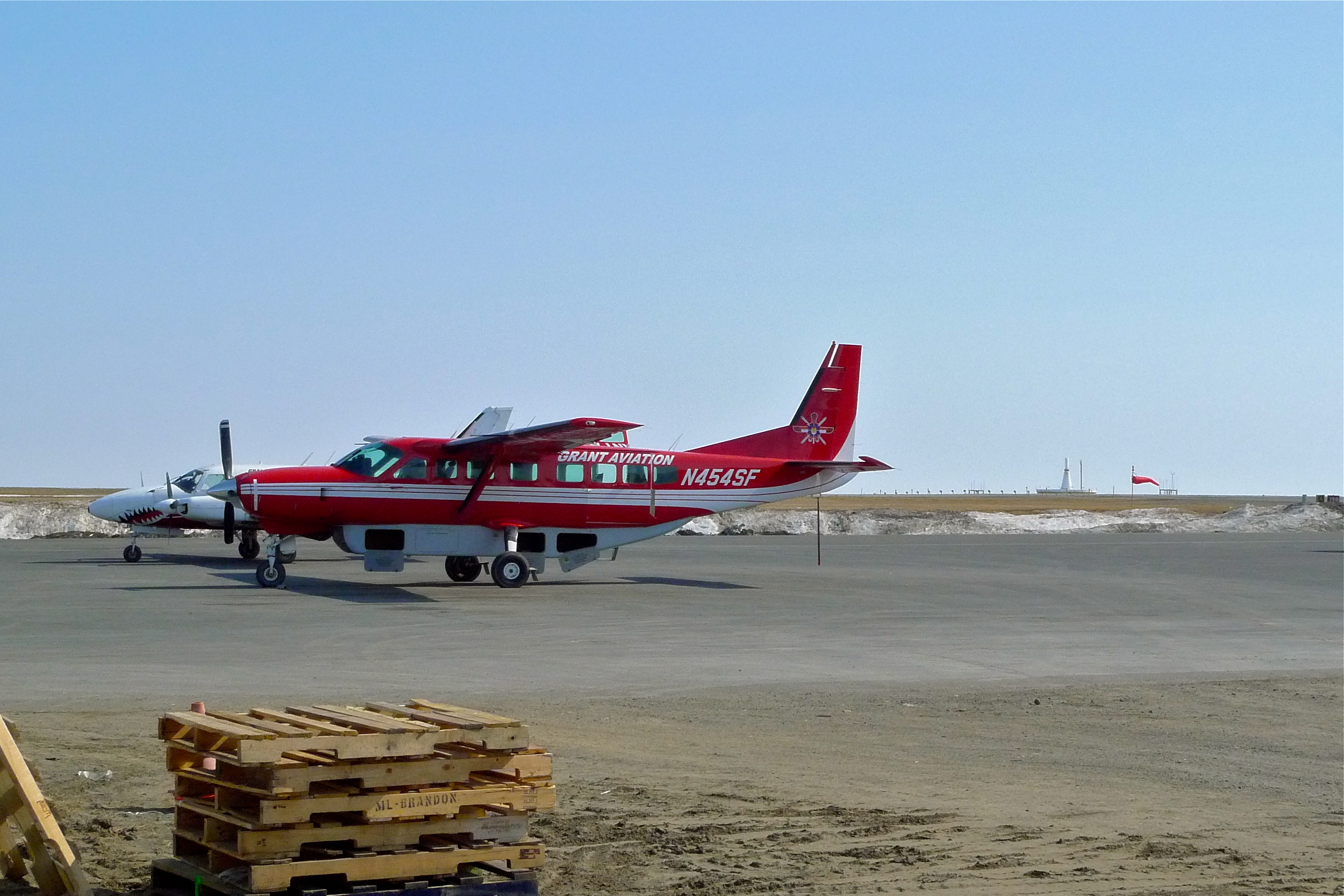
فرودگاه شرکت گرنت اوییشن

گرنت اوییشن (به انگلیسی: Grant Aviation) یک شرکت هواپیمایی با کد یاتا GV است که در تاریخ ۱۹۷۱ میلادی تأسیس شده و در تاریخ ۱۹۹۳ فعالیتش را آغاز کرده‌است.
دفتر مرکزی گرنت اوییشن در انکوریج، آلاسکا واقع شده‌است.

## ناوگان هوایی
ناوگان هوایی گرنت اوییشن به شرح زیر است:
| هواپیما              | مجموع | تعداد مسافر |
| -------------------- | ----- | ----------- |
| Beech BE-۲۰۰         | ۳     | ۹           |
| سسنا ۲۰۶             | ۵     | ۶           |
| سسنا ۲۰۸ کاروان      | ۱۰    | ۹           |
| Piper PA-31 Navajo   | ۴     | ۹           |
| GippsAero GA8 Airvan | ۳     | ۷           |